# 스코틀랜드 신화

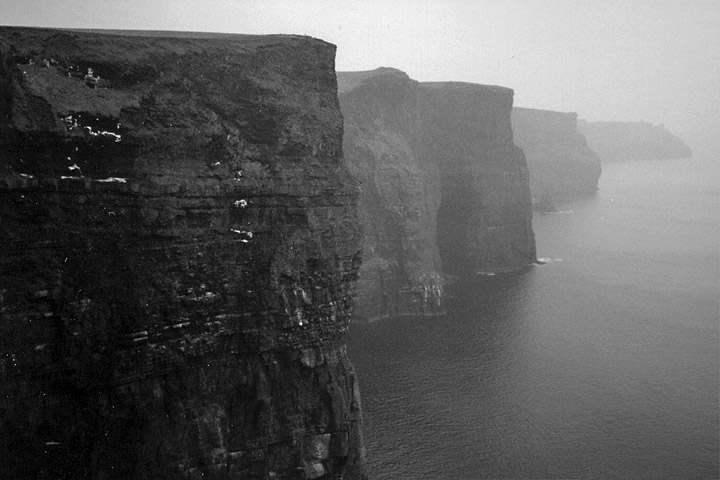
클레어 주 모허 절벽 남단의 칸칼리(Ceann Caillí.

스코틀랜드 신화(갈리시아어: mitoloxía escocesa, 영어: Scottish mythology)는 스코틀랜드에서 발생한 여러 신화 및 전설을 말함이다.
스코틀랜드 신화에는 다른 지역의 신화들과 달리 특정한 서사가 존재하지 않으며, 대신 자연의 여러 양상을 비과학적으로 설명하려는 시도가 그 근간을 이룬다. 이러한 맥락에서 스코틀랜드에서 가장 강력하며 또 두려운 존재는 겨울의 여신인 베러이다.
스코틀랜드 고유의 서사 신화가 존재하지 않는 대신 아일랜드 신화의 이야기들에 스코틀랜드가 배경으로 등장하는 일이 많다.